# Nana El·líptica de Sagitari
La Galàxia Nana El·líptica de Sagitari o SagDEG (Sagittarius Dwarf Elliptical Galaxy en anglès) és una galàxia el·líptica satèl·lit de la Via Làctia. Amb un diàmetre de prop de 10.000 anys llum, actualment es troba a 70.000 anys llum de la Terra i es mou en una òrbita polar a uns 50.000 anys llum del centre de la galàxia on ens trobem.
Sag DEG no s'ha de confondre amb Sag DIG, (Nana irregular de Sagitari), una petita galàxia a una distància de 3,4 milion d'anys llum.
Sag DEG Va ser descoberta l'any 1994 per Rodrigo Ibata, Mike Irwin i Gerry Gilmore, en l'època del descobriment es tractava de la galàxia més propera a la nostra, però l'any 2003 es va descobrir que la més propera era la Galàxia Nana del Ca Major.
SagDEG haurà de travessar el disc galàctic de la Via Làctia en els propers 100 milions d'anys i serà finalment absorbida per la nostra galàxia. Quatre cúmuls globulars pertanyents a la Via Làctia tenen visiblement el seu origen a SagDEG: M54, Arp2, Terzan 7 i Terzan 8. De fet, es pensa que M54 forma part d'aquesta galàxia i no de la Via Làctia, i fins i tot s'ha suggerit que en pot ser el seu nucli